# جيرالد نيل
جيرالد نيل (بالإنجليزية: Gerald Neil)‏ (22 أغسطس 1978 بكينغستون في جامايكا - ) هو لاعب كرة قدم جامايكي في مركز الدفاع. شارك مع منتخب جامايكا لكرة القدم. أما مع النوادي، فقد لعب مع أرنيت جاردنز وAugust Town F.C. ‏.

## وصلات خارجية
- جيرالد نيل على موقع قاعدة بيانات كرة القدم.إي يو (الإنجليزية)
- جيرالد نيل على موقع ناشيونال فوتبول تيمز (الإنجليزية)
- جيرالد نيل على موقع GSA (الإنجليزية)